# Zawłaszczenie
Zawłaszczenie (łac. occupatio) – jeden ze sposobów pierwotnego nabycia własności (najstarszy w prawie rzymskim).

## W prawie rzymskim
Occupatio polegało na prostym objęciu w posiadanie rzeczy niczyjej (res nullius). Rzecz niczyja staje się własnością tego, kto pierwszy ją zawładnął (Res nullius cedit primo occupanti). Konkretniej zawłaszczeniu podlegały następujące kategorie rzeczy:
- omnia quae terra mari caelo capiuntur - to wszystko, co chwyta się na ziemi, w morzu i w powietrzu
- res derelictae - rzeczy porzucone świadomie przez właściciela
- thesaurus - skarb, tak dawno ukryty, że zatraciła się pamięć o jego pierwotnym właścicielu
- mienie należące do nieprzyjaciela na terenie Rzymu.

## We współczesnym prawie polskim
W polskim Kodeksie cywilnym zawłaszczenie uregulowano w art. 181:

Art. 181. Własność ruchomej rzeczy niczyjej nabywa się przez jej objęcie w posiadanie samoistne.